# Đế quốc Sasan
Nhà Sassan, còn gọi là Sassanian, Sasanid, Sassanid, (tiếng Ba Tư: ساسانیان) hay Tân Đế quốc Ba Tư, là triều đại Hỏa giáo cuối cùng của Đế quốc Ba Tư trước sự nổi lên của đạo Hồi. Đây là một trong hai đế quốc hùng mạnh nhất vùng Tây Á trong vòng 400 năm. Ardashir I đã thành lập triều đại này sau khi ông ta đánh bại vua nhà Arsacid cuối cùng là Artabanus IV Adravan, và kết thúc khi vị Vua của các vua cuối cùng là Yazdegerd III (632–651) thoái vị sau 14 năm kháng chiến chống sự càn quét của người Ả Rập theo Hồi giáo. Lãnh thổ của đế quốc Sassanid bao gồm Iran, Iraq, Armenia, Afghanistan, phía tây Thổ Nhĩ Kỳ và một phần của Syria, Pakistan, Kavkaz, Trung Á và Ả rập. Dưới triều Khosrau II (590–628) thì Ai Cập, Jordan, Palestine và Liban cũng thuộc Sassanid. Người Sassanid gọi đế quốc họ là Erānshahr (ایرانشهر) tức "Lãnh địa của người Iran".
Vương triều Sassanid được xem là một trong những thời đại quan trọng và có ảnh hưởng nhất trong lịch sử Iran. Thời đại này chứng kiến đỉnh cao của nền văn minh Ba Tư và là đế quốc hùng mạnh cuối cùng của người Ba Tư trước cuộc càn quét của những người Hồi giáo. Ba Tư gây ảnh hưởng rất lớn đến đế quốc La Mã lừng danh trong thời kì Sassanid và La Mã dành cho Ba Tư một vị thế ngang bằng mình, như trong bức thư Hoàng đế La Mã gửi cho Vua của các vua Ba Tư đề là "gửi người anh em". Tầm ảnh hưởng của văn hóa Ba Tư đã vươn ra ngoài đất nước họ, tác động đến Tây Âu, châu Phi, Ấn Độ và Trung Hoa, đóng vai trò quan trọng trong sự hình thành của nghệ thuật châu Á và châu Âu thời Trung Cổ.
Khosrau Đại Đế, còn gọi là Chosroes I được coi là vị vua vĩ đại nhất của Vương triều Sassanid, đã tiến hành cải cách lớn lao và thể hiện tài năng quân sự trong cuộc chiến tranh chống Đế quốc Đông La Mã, đồng thời là một nhà xây dựng xuất sắc. Đối với thế giới Islam thì nhiều thứ như văn hóa, kiến trúc hay kĩ năng của họ đều lấy phần lớn là từ thời Sassanid. Chẳng hạn như ngôn ngữ chính của Afghanistan cũng là ngôn ngữ chính của Ba Tư thời Sassanid.

### Thời kì đầu

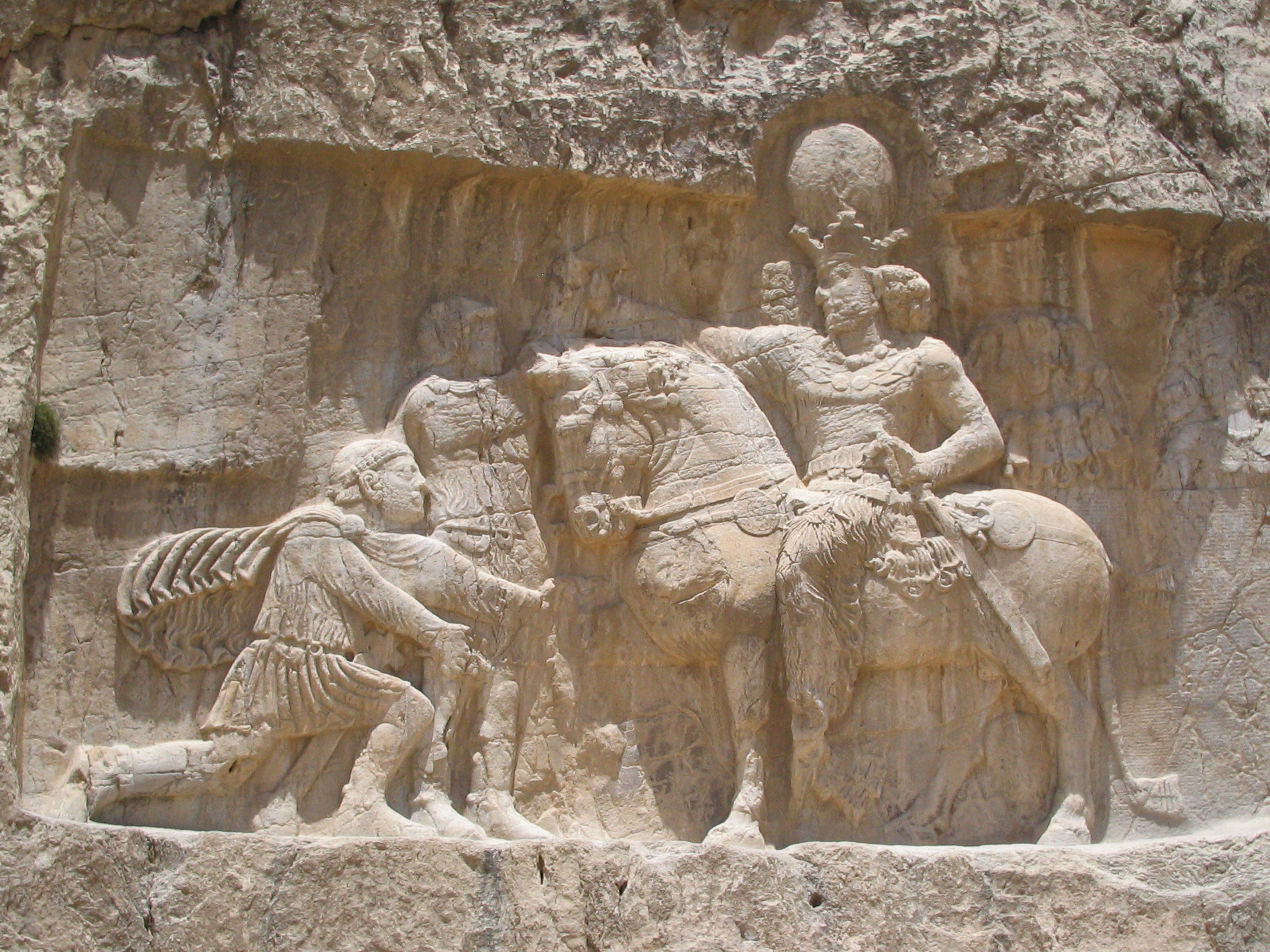
Tranh khắc trên đá ở Naqsh-e Rustam vẽ cảnh Hoàng đế Ba Tư Shapur I (cưỡi ngựa) bắt hoàng đế La Mã Valerianus (đang đứng) và Philipus Ả Rập (đang quỳ). Cả hai người đều đang van xin cầu hoà

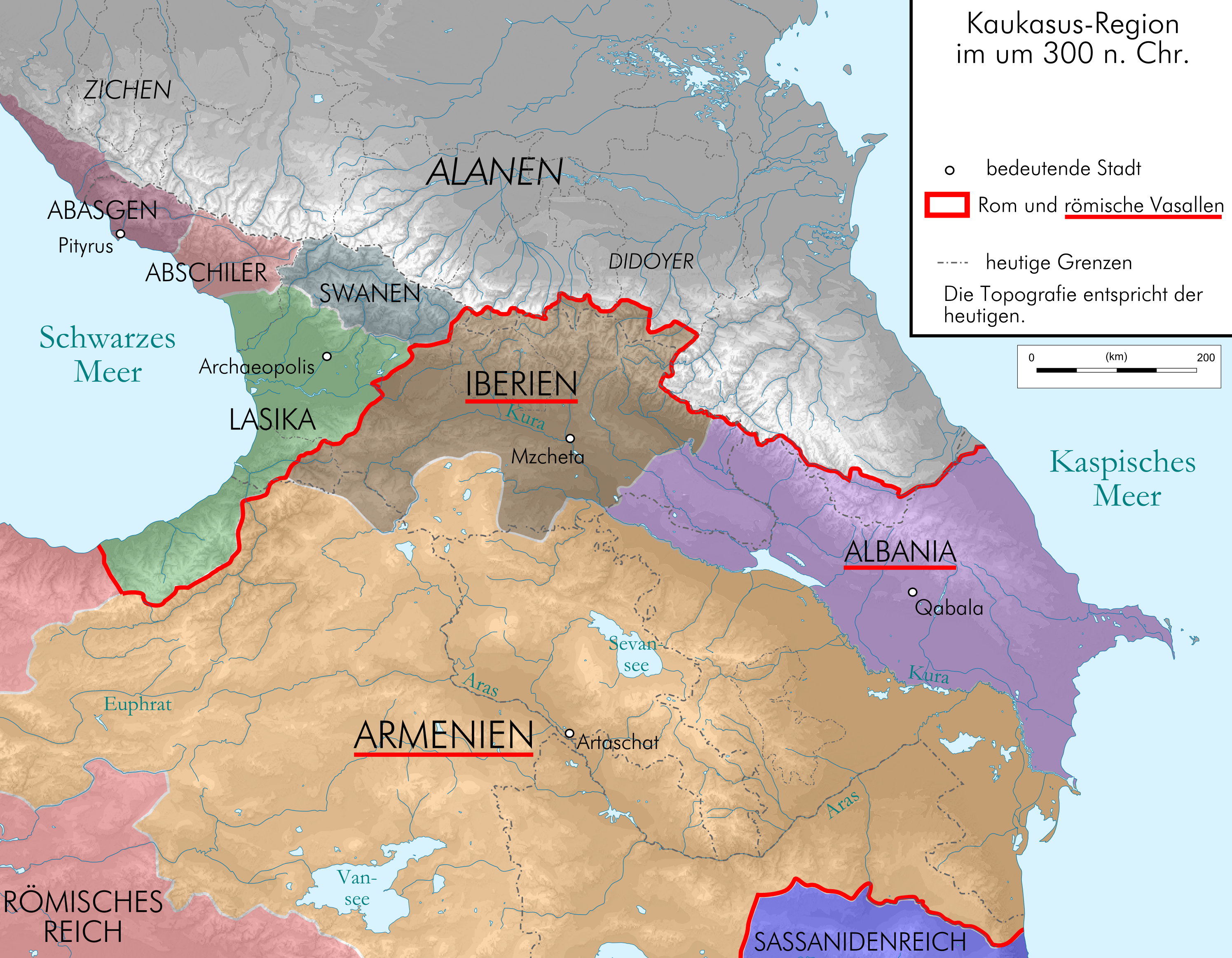
Rome và chư hầu Armenia khoảng nam 300 CN, sau thất bại của Narseh

### Thời trung kì (379-498)

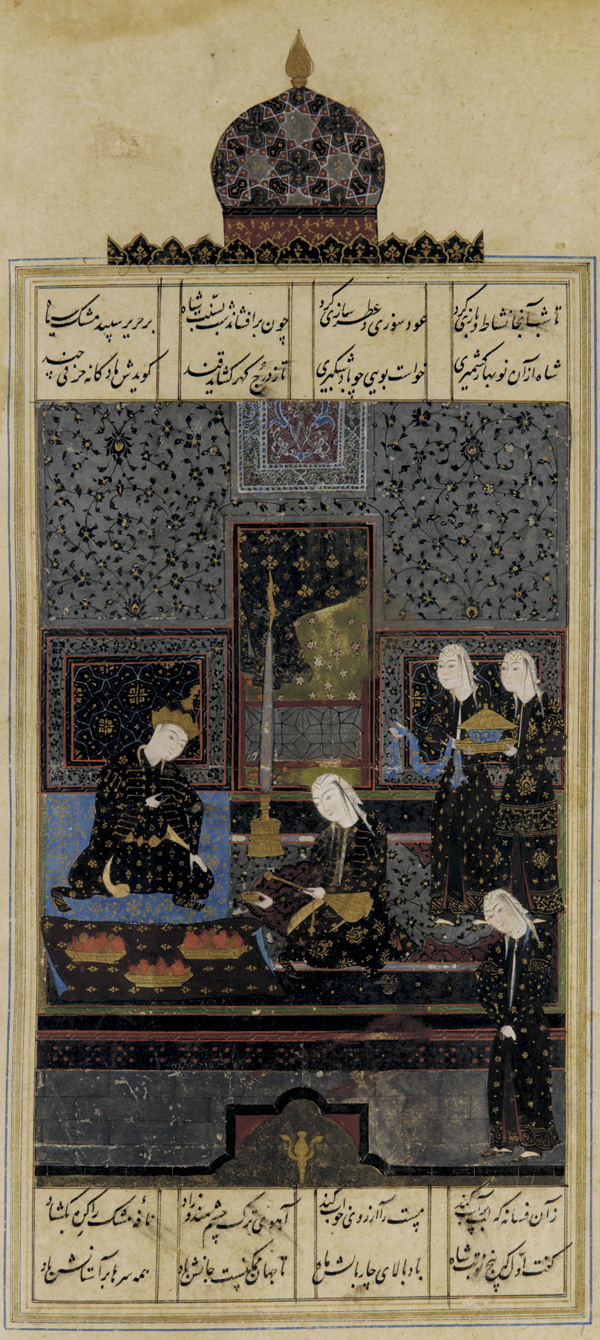
Bahram Gur là một đề tài yêu thích trong thi ca và văn học Ba Tư. Cảnh "Bahram và công chúa Ấn Độ ở Hắc đài". Tranh trong một Khamsa của Đại thi hào Ba Tư Nizami, sống dưới thời Nhà Safavid

### Thời kì hoàng kim thứ hai

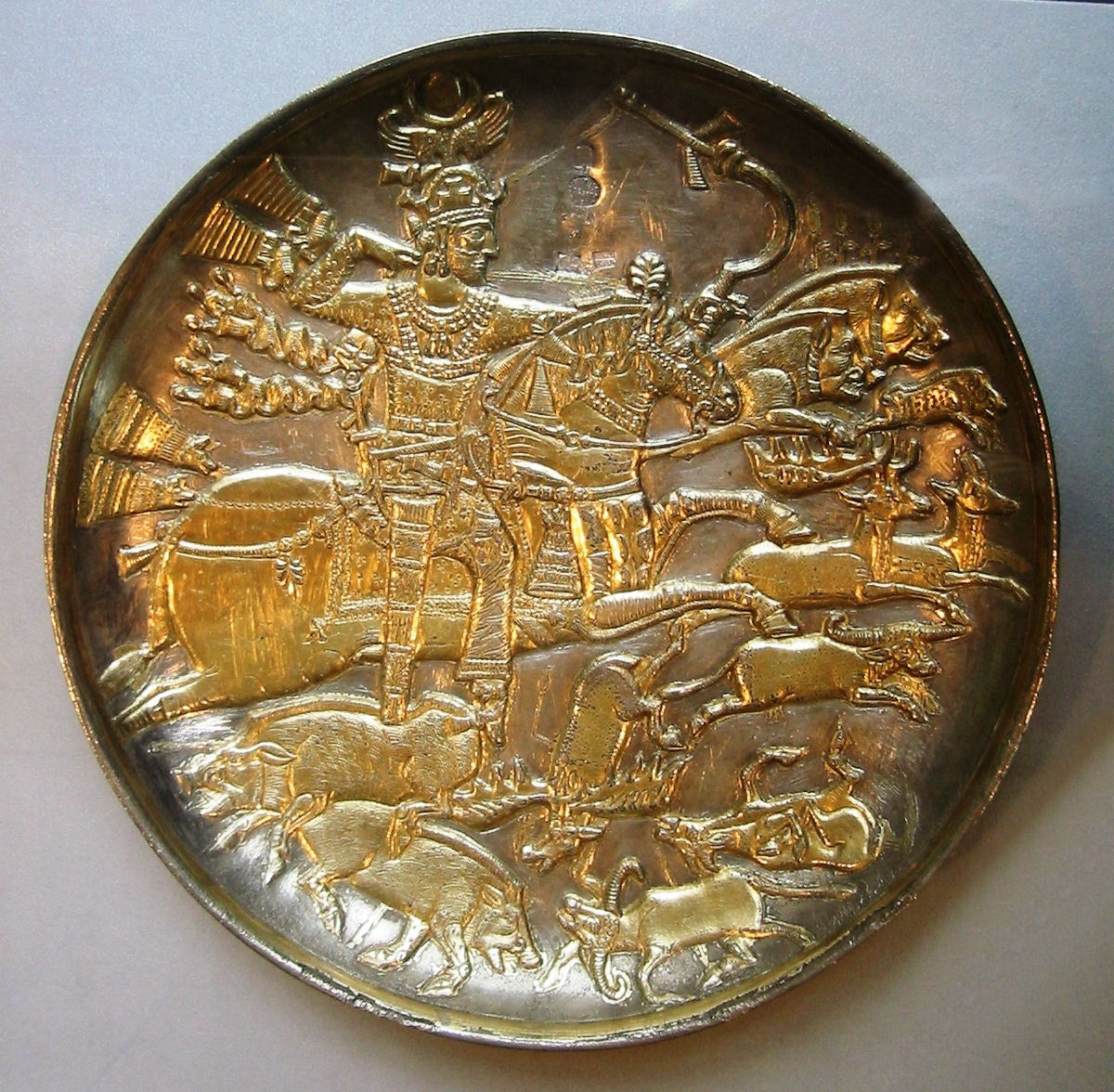
Cảnh vua Khosrau I đi săn vẽ trên một bát vàng

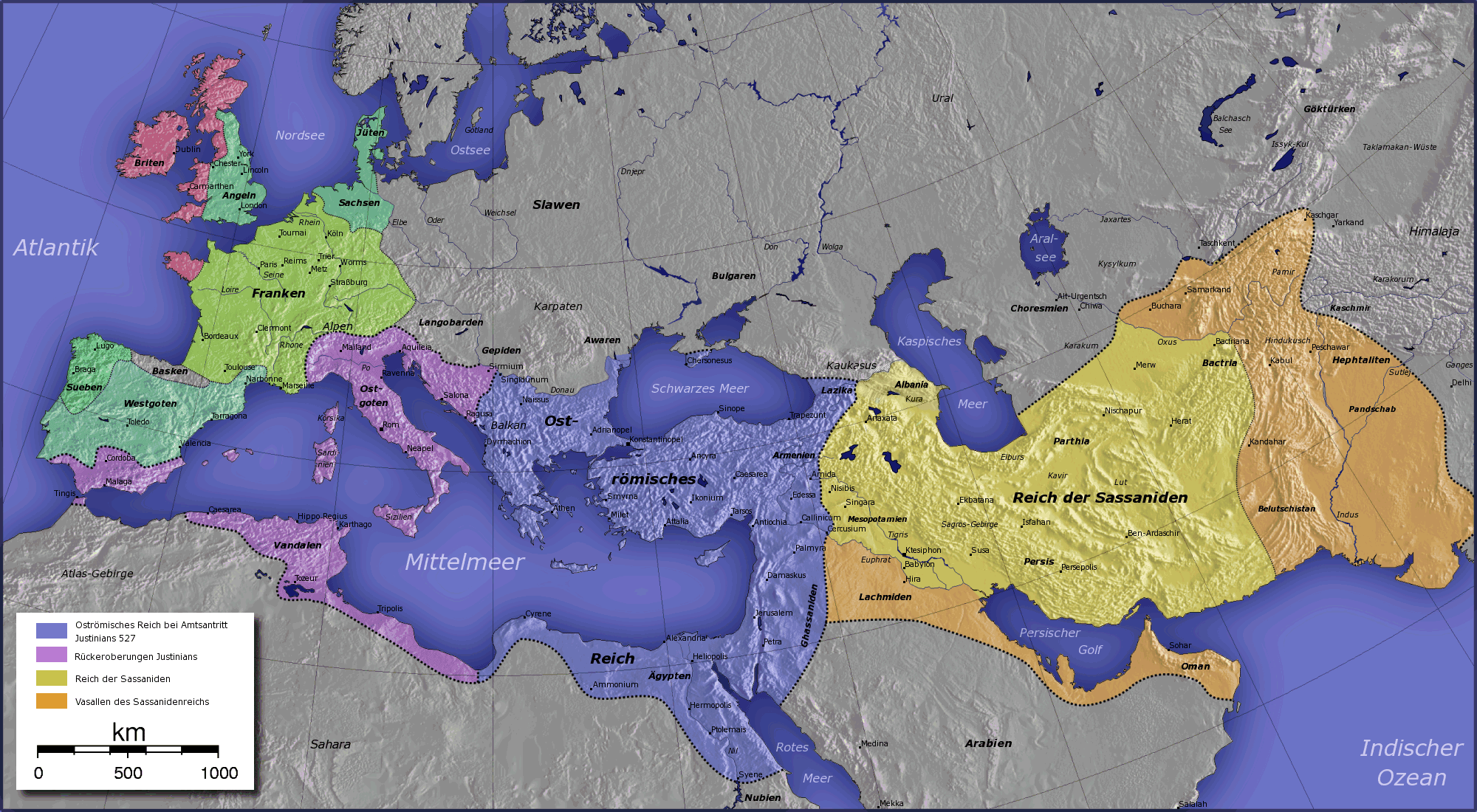
Đế quốc Sassanid và Byzantine vào năm 500 CN, hơn một thế kỉ trước những cuộc chinh phục của người Arab

## Lịch sử